# Kariofilen
Kariofilen ((−)-β-kariofilen) je prirodni biciklični seskviterpen koji je sastojak mnogih esencijalnih ulja, posebno ulja karanfilića, koje se pravi od stabljika i cveća biljke Syzygium aromaticum (klinčić), eteričnog ulja od konoplje Cannabis sativa, ruzmarina Rosmarinus oficinalis, i hmelja. On se obično nalazi kao smeša sa izokariofilenom (cis izomerom dvostruke veze) i α-humulenom (α-kariofilenom), izomerom sa otvorenim prstenom. Kariofilen je karakterističan po ciklobutanskom prstenu, koji se retko sreće u prirodi.

## Spoljašnje veze
- [http://blog.wired.com/wiredscience/2008/06/proof-that-mari.html